# Polystachya doggettii
Polystachya doggettii là một loài thực vật có hoa trong họ Lan. Loài này được Rendle & Rolfe miêu tả khoa học đầu tiên năm 1908.